# Раск, Томас Джефферсон
Томас Джефферсон Раск (англ. Thomas Jefferson Rusk; 5 декабря 1803, Пендлтон, Южная Каролина — 29 июля 1857, Накодочес, Техас) — техасский и американский политик и военный деятель, первый (вместе с Сэмом Хьюстоном) сенатор США от штата Техас, член демократической партии.

## Биография
Томас Джефферсон Раск родился в Пендлтоне, Южная Каролина 5 декабря 1803 года. Его отец, Джон Раск (John Rusk), был каменщиком, эмигрировавшим из Ирландии в США в 1791 году, а его мать, Мэри Раск (урождённая Стерритт, Mary Sterritt Rusk), была родом из Южной Каролины. У Томаса Джефферсона было 6 братьев и сестёр.
В 1825 году Томас Дж. Раск начал юридическую практику в Кларксвилле (штат Джорджия), а в 1827 году он женился на Мэри Кливленд (Mary Frances Cleveland, 1809—1856), дочери генерала Джона Кливленда (по другим данным — генерала Бенджамина Кливленда). В 1829 году у них родился сын Джон Кливленд Раск (John Cleveland Rusk, 1829—1898).
Томас Дж. Раск вложил значительную часть своих накоплений в бизнес по добыче золота в Джорджии, но кончилось это тем, что в 1834 году управляющие этим бизнесом мошенники, похитив деньги вкладчиков, сбежали в Техас. Раск пытался их преследовать, и в конце концов нашёл их в Накодочесе (Техас), но свои деньги ему вернуть так и не удалось. Тем не менее, он решил остаться в Техасе, который в то время принадлежал Мексике, и получил мексиканское гражданство 11 февраля 1835 года.
|  |  |

Вскоре он стал активно участвовать в движении за независимость Техаса, собрал в Накодочесе отряд добровольцев и с ними присоединился к армии Стивена Остина. После этого армия направилась к Сан-Антонио, но Раск покинул её до начала обороны Бехара, так как временное правительство назначило его генеральным инспектором армии в округе Накодочес — в этой должности он находился с 14 декабря 1835 года по 26 февраля 1836 года.
Был избран делегатом Техасской конвенции, которая состоялась в Вашингтоне-на-Бразосе в марте 1836 года. На ней была принята Декларация о независимости Техаса, которую Раск подписал вместе с другими делегатами. Также была принята Конституция Техаса, причём Раск был председателем комитета, работавшим над её текстом. Кроме этого, на конвенции был избран временный президент Республики Техас — им стал Дэвид Бернет.
17 марта 1836 года временное правительство назначило Томаса Дж. Раска военным министром Республики Техас (англ. Secretary of War). После взятия мексиканцами миссии Аламо (находившейся на территории современного Сан-Антонио), когда стало известно, что мексиканская армия двинулась на восток, Раск помогал президенту Бернету переместить правительство в Гаррисберг (англ. Harrisburg — ныне это место находится в городской черте Хьюстона).
После того как 19—20 марта 1836 года мексиканская армия взяла в плен, а затем 27 марта убила оставшихся в живых членов отряда Джеймса Фэннина (массовое убийство в Голиаде), президент Бернет послал Раска к генералу Сэму Хьюстону с приказом объединить усилия для совместного противостояния армии Санта-Анны, которая направлялась в сторону Гаррисберга, где находилось правительство Техаса.
Техасская армия, возглавляемая Сэмом Хьюстоном, атаковала мексиканскую армию Санта-Анны 21 апреля 1836 года в битве при Сан-Хасинто, в которой также с храбростью принимал участие военный министр Томас Дж. Раск. Техассцы одержали убедительную победу, а Санта-Анна бежал, но был пленён на следующий день после битвы.
С 4 мая по 31 октября 1836 года был главнокомандующим (англ. Commander in chief) армии Республики Техас, в чине бригадного генерала. С армией он следовал за отступающими мексиканскими войсками на запад, чтобы убедиться, что они перешли на другую сторону реки Рио-Гранде. На своём пути 3 июня 1836 года он с воинскими почестями организовал похороны убитых в Голиаде членов отряда Джеймса Фэннина.
5 сентября 1836 года прошли первые регулярные выборы президента Республики Техас, и в них с большим перевесом победил Сэм Хьюстон, который официально вступил в должность с 22 октября 1836 года. В новой администрации Раск был назначен военным министром, но через несколько недель подал в отставку, чтобы заняться неотложными делами в Накодочесе. По настоянию друзей, как представитель Накодочеса он принял участие во втором конгрессе Республики Техас, который проходил в Хьюстоне с 25 сентября 1837 года по 24 мая 1838 года. Раска уговаривали принять участие в техасских президентских выборах 1838 года (а также в следующих за ними), но он неизменно отказывался.
12 декабря 1838 года конгресс избрал его главным судьёй Верховного суда Техаса. Он занимал эту должность до 30 июня 1840 года, после чего он вышел в отставку для того, чтобы продолжить свою юридическую практику. С 25 февраля 1841 года деловым партнёром Раска стал Джеймс Пинкни Хендерсон, будущий первый губернатор штата Техас. Некоторое время с ними также работал Кеннет Льюис Андерсон — будущий вице-президент Техаса.
16 января 1843 года он был назначен генерал-майором ополчения (англ. militia) Республики Техас, но в июне того же года он подал в отставку из-за разногласий с Сэмом Хьюстоном по поводу военных действий против Мексики. После этого Раск участвовал в основании Университета Накодочеса. Он был вице-президентом университета в 1845 году, а в 1846 году стал президентом университета.
Горячо поддерживал аннексию Техаса Соединёнными Штатами Америки, и в июле 1845 года он был президентом Техасской конвенции в Остине, которая рассматривала условия этой аннексии. На этой конвенции аннексия Техаса была поддержана подавляющим большинством голосов (55 против одного).
В феврале 1846 года первая легислатура штата Техас избрала Томаса Дж. Раска и Сэма Хьюстона сенаторами США от Техаса, причём Раск, как получивший бо́льшее число голосов, был назначен на более длительный срок. Впоследствии он был дважды переизбран на пост сенатора США от Техаса — в 1851 и 1857 годах. На специальной сессии Сената в марте 1857 года Раск был избран временным президентом Сената США.
В то время как Раск принимал участие в весенней сессии Конгресса США, 23 апреля 1857 года его жена Мэри Кливленд Раск скончалась от туберкулёза. На тот момент были живы пять из семи их детей. Раск тяжело переживал смерть жены и, кроме того, у него самого образовалась опухоль у основания шеи. Будучи в подавленном состоянии, 29 июля 1857 года застрелился.

## Память
В честь Томаса Дж. Раска назван округ Раск, а также город Раск в округе Чероки, штат Техас.
У здания суда округа Раск в городе Хендерсон установлен памятник Томасу Дж. Раску.
На могиле Томаса Дж. Раска на кладбище Оук-Гров (англ. Oak Grove) в Накодочесе установлен гранитный монумент высотой около 8 м.